# Agrotis brunneavirgata
Agrotis brunneavirgata là một loài bướm đêm trong họ Noctuidae.